# مليحي
الطبيخ المليحي أكلة سورية واشتهرت في حوران سوريا، تعتمد على اللحم والخبز واللبن الجامد «أو الجميد» والسمن العربي. وهي غنية جدا بالفوائد لأنها تحتوي على كل العناصر الغذائية التي يحتاجها الجسم، بالإضافة إلى مذاقها الرائع. تعد هذه الأكلة رمزا للكرم لأنها تقدم بِلا رز فيتم إكثار كميه اللحم للضيف فيها ، وتؤكل في الغداء غالبا.